# Jaufré Rudel
Pour les articles homonymes, voir Rudel.
Jaufré Rudel ou Jaufre Rudel, né vers 1110 à Blaye, et mort vers 1148 pendant la deuxième croisade, est un seigneur et un troubadour aquitain de langue occitane.
Il est principalement connu pour avoir développé le thème de l'« amour de loin » (en ancien occitan : amor de lonh) dans ses pièces lyriques.

## Biographie

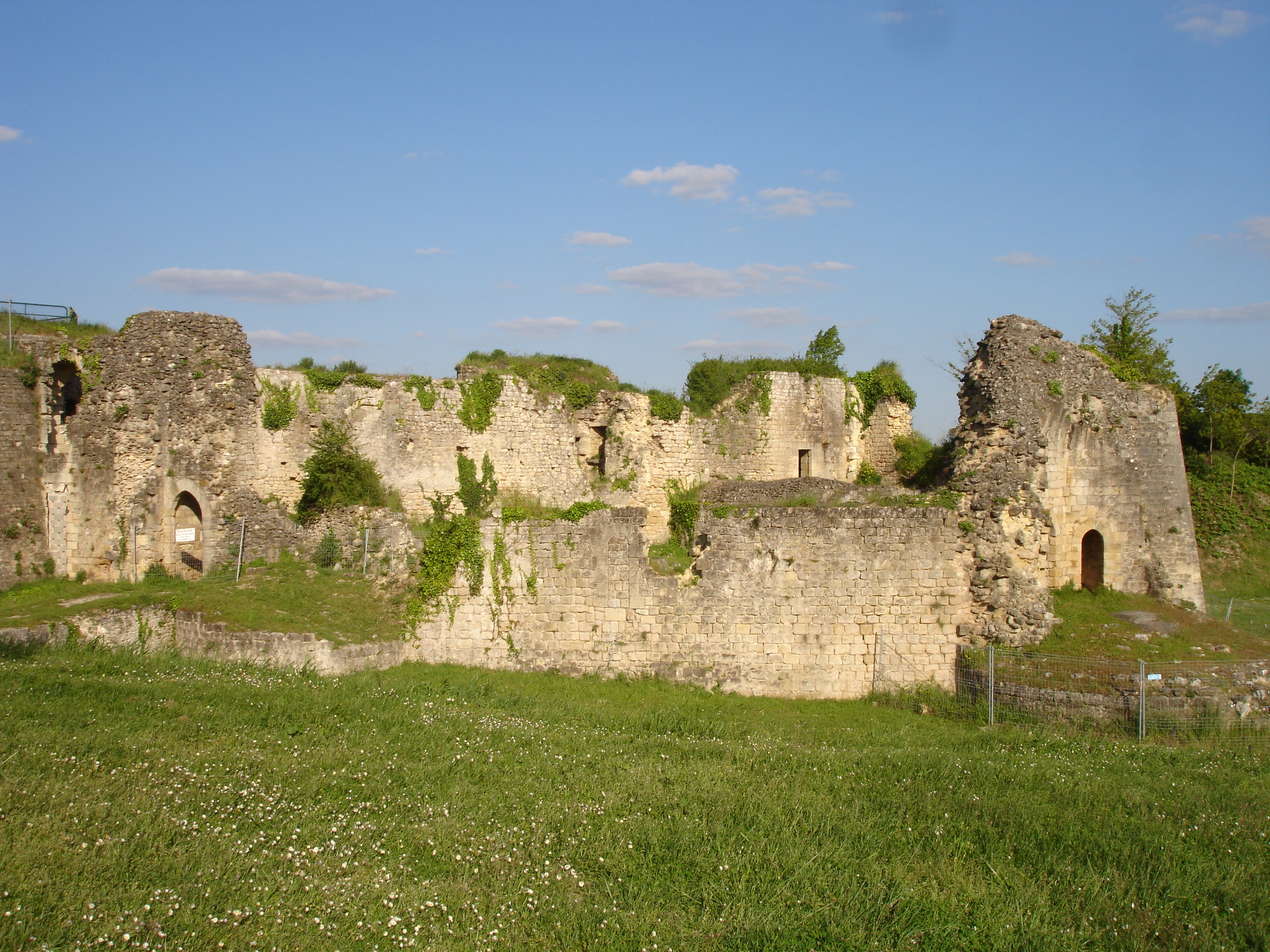
Les ruines du château fort des Rudel à Blaye.

Jaufré Rudel naît vers 1110 à Blaye. Il appartient à une famille apparentée aux comtes d'Angoulême : son arrière-grand-père, Jaufré, dit « Rudel », est un fils cadet de Geoffroi (ou Jaufré) « Taillefer » (991-1047), comte de 1031 à 1047, et il a reçu la seigneurie de Blaye. La famille de Jaufré Rudel conserve par ailleurs des possessions en Angoumois et en Saintonge, et elle est en particulier liée à l'abbaye cistercienne de La Tenaille. Par ailleurs, les seigneurs de Blaye semblent proches des duc d'Aquitaine : ainsi, le grand-père de Jaufré Rudel, Guillaume, dit « Fredeland », est un familier de Gui-Geoffroi, duc de 1058 à 1086, puis de Guillaume IX, duc de 1086 à 1126. Jaufré Rudel est lui-même le fils du seigneur Girard Ier Rudel – il est qualifié, dans sa vida, de « prince de Blaye »,,.
Cependant, vers 1120, à la suite d'un conflit qui oppose le duc d'Aquitaine, Guillaume IX, au comte d'Angoulême, Vulgrin II, mais dont les origines restent peu claires, Guillaume IX s'empare du château de Blaye et il en ruine la muraille et le donjon. À la mort de Guillaume IX, en 1126, son fils Guillaume X maintient son emprise sur Blaye. Mais, l'année suivante, Vulgrin II le reprend, avant de probablement le concéder à Girard Rudel, renforçant les liens de famille et de vassalité qui les unissent,.
Jaufré Rudel, quant à lui, semble commencer son activité de troubadour à partir des années 1120. Il semblerait qu'il ait d'abord gravité dans l'entourage de Guillaume IX, dit « le Troubadour ». Il y aurait ainsi fréquenté plusieurs troubadours : le duc d'Aquitaine, ainsi que Marcabru et Cercamon. Il a également pu être accueilli par Ebles II, dit « le Chanteur », vicomte de Ventadour, qui entretient une cour qui rivalise avec celle de Guillaume d'Aquitaine.
En 1147, Jaufré Rudel prend part à la deuxième croisade. Cette année-là, d'ailleurs, Marcabru offre un poème à Jaufré Rudel qui s'est rendu oltra mar (« outre-mer » en occitan), c'est-à-dire dans les États latins d'Orient,. Il accompagne probablement son cousin et suzerain, le comte d'Angoulême Guillaume VI Taillefer, mais aussi le roi Louis VII et son épouse, la duchesse d'Aquitaine, Aliénor d'Aquitaine. Il se trouve probablement en compagnie d'autres seigneurs du Midi tels qu'Alfonse Jourdain, comte de Toulouse, et Hugues VII, seigneur de Lusignan. Il se serait dans ce cas embarqué à Port-de-Bouc et débarqué le 13 avril 1148 à Saint-Jean-d'Acre. Il meurt probablement peu après.

## Légende

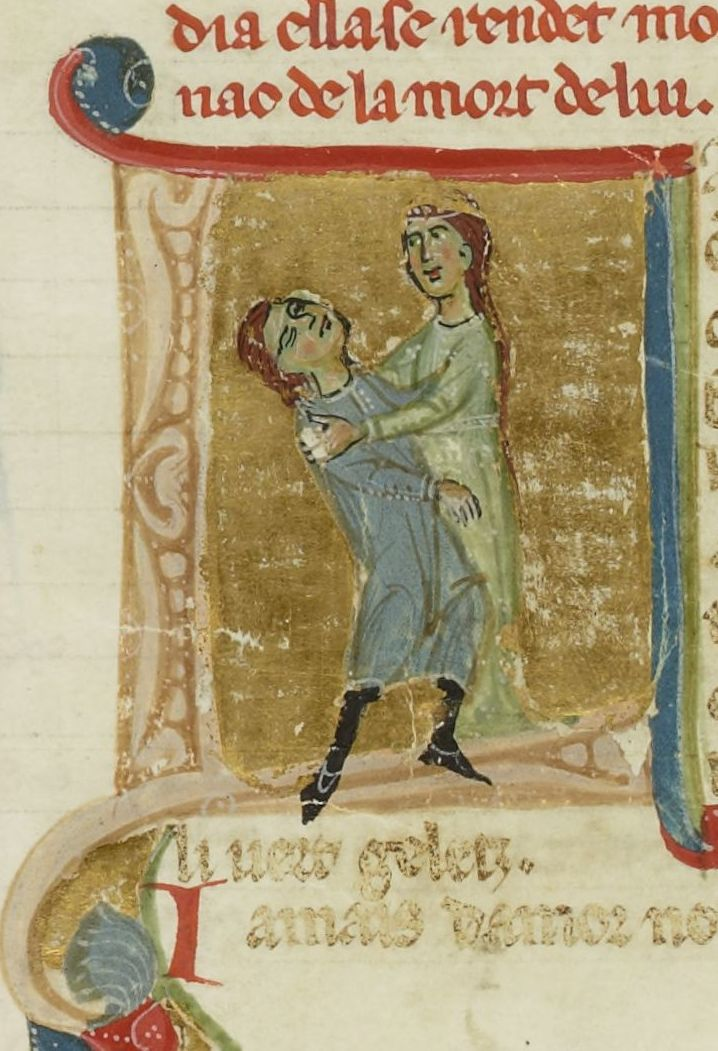
La mort de Jaufré Rudel dans les bras de Hodierne de Jérusalem.

D'après la légende relatée dans sa biographie, composée par un rédacteur anonyme au XIIIe siècle, Jaufré Rudel aurait écrit des chansons d'amour et serait parti en croisade après avoir entendu les rumeurs véhiculées par des pèlerins de retour d'Antioche, qui rapportaient la beauté extraordinaire de la comtesse Hodierne de Tripoli. Selon Mistral (1878), Rudel aimait non pas Hodierne, mais sa fille Mélisende de Tripoli (en).
Jaufré Rudel aurait été si malade pendant le voyage (perdant l'usage de sa vue et de son odorat ou de son ouïe et de son odorat) qu'il serait arrivé mourant à Tripoli. La comtesse, en entendant parler, se serait alors rendue à son chevet pour lui permettre de mourir dans ses bras.
En présence de sa dame, il aurait retrouvé une dernière fois l'usage de ses sens avant d'expirer ; tandis que face à la mort de son amant, la comtesse se serait retirée au couvent pour devenir religieuse.
« Jaufres Rudels de Blaia si fo mout gentils om, princes de Blaia ; et enamoret se de la comtessa de Tripol, ses vezer, per lo ben qu'el n'auzi dire als pelegrins que venguen d'Antiocha ; e fetz de lleis mains vers ab bons sons ab paubres motz. E per voluntat de lleis vezer el se crozet e mes se en mar ; e près lo malautia en la nau e fo condug a Tripol en un alberc per mort. E fo fait a saber a la comtessa, et ella venc ad el, al sieu leit, e près lo entre sos bratz ; et el saup qu'ella era la comtessa, si recobret l'auzir e·l flairar ; e lauzet Dieu e·l grazi que l'avia la i vida sostenguda tro qu'el l'agues vista. Et enaissi el mori entre sos braz, et ella lo fez a gran honor sepellir en la maion del Temple. E pois en aquel dia ella se rendet morga per la dolor qu'ella ac de la mort de lui. »

## Œuvres
L'œuvre qui nous a été transmise est très courte : seulement six cansons de Jaufré Rudel sont parvenues jusqu'à nous, dont quatre avec des notations musicales. Elle demeure d'une interprétation difficile. Les deux plus célèbres cansons sont :
- Lanquan li jorn son lonc en may (« Quand les jours sont longs en mai »)
- Quand lo rius de la fontana (« Quand le ruisseau de la fontaine »)

Suivies par :
- Belhs m'es l'estius e l temps floritz (« L'été et le temps fleuri me sont agréables »)
- No sap chantar qui so non di (« Il ne sait pas chanter celui qui n'exécute pas de mélodie »)
- Proi ai del chan essenhadors (« J'ai assez de maîtres de chant »)
- Quan lo rossinhols el folhos (« Alors que le rossignol dans le bois feuillu »)

Il s'y ajoute encore un poème apocryphe, Qui no sap esser chantaire (« Que celui qui ne sait pas chanter »).
| Quan lo rius de la fontana S'esclarzis, si cum far sol, E par la flors aiglentina, El rossinholetz el ram Volf e refranh ez aplana Son dous chantar et afina, Dreitz es qu'ieu lo mieu refranba. Amors de terra lonhdana, Per vos totz lo cors mi dol ; E non puesc trobar mezina Si non au vostre reclam Ab atraich d’amor doussana Dinz vergier o sotz cortina Ab dezirada companha. | Quand le ruisseau de la fontaine s'éclaircit, comme il le fait, et paraît la fleur d'églantier, et le rossignolet sur la branche lance et reprend et adoucit son doux chant embellit, il faut bien que le mien reprenne. Amour de terre lointaine, pour vous tout mon cœur est dolent ; je n’y puis trouver de remède si je n'écoute votre appel, par attrait de douce amour, en verger ou sous tenture avec la compagne désirée. |

### L'«amour de loin»
Jaufré Rudel chante non seulement l'amour courtois, mais plus particulièrement ce qu'il appelle l'amor de lonh (amour de loin), un amour éventuellement non-réciproque qui n'existe qu'à distance, et ne se concrétise jamais par aucune rencontre directe.
Cette situation est source de détresse et de bonheur à la fois pour l'amant, car, comme le remarque le médiéviste Michel Zink, « l'amour tend vers son assouvissement et en même temps le redoute, car il entraînera sa mort en tant que désir ». Il ressent ce qu'on appelle alors le joi, sentiment ambivalent entre la souffrance et le plaisir, comme l'écrit Jaufré Rudel :
| D'quest amor suy cossiros Vellan e pueys somphnan dormen, Quar lai ay joy meravelhos. | Cet amour me tourmente quand je veille et quand, endormi, je songe : c'est alors que ma joie est merveilleuse. |

Cet amour de loin peut également être interprété sur le plan spirituel, l'affection portée à une dame inaccessible représentant métaphoriquement l'amour voué à Dieu : l'un des copistes de la pièce Lanquan li jorn son lonc en mai a osé accomplir ce pas en ajoutant une strophe où l'amor de lonh devient l'amour de la Terre sainte.

## Postérité
Le romantisme du XIXe siècle s'est emparé de la légende de Jaufré Rudel : Heinrich Heine, Robert Browning (Rudel to the Lady of Tripoli) et Giosuè Carducci (Giaufredo Rudel) lui ont consacré des poèmes, tandis qu'Algernon Swinburne reprend l'histoire pas moins de six fois dans ses œuvres. En France, elle inspire à Edmond Rostand une pièce, La Princesse lointaine, dans laquelle il remplace le personnage de la comtesse de Tripoli par sa fille, Melisende, interprétée par Sarah Bernhardt. Au-delà de l'Europe, le poète indien Nizamat Jung (en) écrit Rudel of Blaye en 1929.
En 2000, la compositrice finnoise Kaija Saariaho a adapté la légende en montant l'opéra L'Amour de loin, sur un livret d'Amin Maalouf. Elle s'était également inspiré de l'œuvre du troubadour pour ses pièces musicales Lonh (1996) et Oltra Mar (1999). En 2020, Jaufré Rudel est cité dans la chanson de Francis Cabrel, Rockstars du Moyen-Âge, single de l'album À l'aube revenant, qui évoque la filiation de l'artiste avec les troubadours occitans.
L'écrivain français Mathias Énard propose sa version de l'histoire de Jaufré Rudel dans son roman Le Banquet annuel de la confrérie des fossoyeurs, paru en 2020.
En 2013, la principauté d'Hélianthis, une micronation, est créée en hommage à la principauté seigneuriale de Blaye et Jaufré Rudel,.
Enfin, des rues portent son nom à Blaye, Bruges, Montpellier et Toulouse. Un lycée porte son nom à Blaye.